# Sidamon
Sidamon là một đô thị trong tỉnh Lérida, cộng đồng tự trị Cataluña Tây Ban Nha. Đô thị Sidamon có diện tích là 8,1 ki-lô-mét vuông, dân số năm 2009 là 758 người với mật độ 93,58 người/km². Đô thị Sidamon có cự ly km so với tỉnh lỵ Lérida.